# Rio Curiuaú
Rio Curiuaú är ett vattendrag i Brasilien.   Det ligger i delstaten Amazonas, i den nordvästra delen av landet, 2 100 km nordväst om huvudstaden Brasília. Rio Curiuaú ligger vid sjön Lagoa Bacaba.
I omgivningarna runt Rio Curiuaú växer i huvudsak städsegrön lövskog. Trakten runt Rio Curiuaú är nära nog obefolkad, med mindre än två invånare per kvadratkilometer.